# Yabucoa (plaats)
Yabucoa is een plaats (zona urbana) in het Amerikaanse unincorporated territory Puerto Rico, en maakt deel uit van de gemeente Yabucoa.

## Demografie
Bij de volkstelling in 2000 werd het aantal inwoners vastgesteld op 6636.

## Geografie
Volgens het United States Census Bureau beslaat de plaats een oppervlakte van 3,0 km², geheel bestaande uit land.

## Plaatsen in de nabije omgeving
De onderstaande figuur toont nabijgelegen plaatsen in een straal van 32 km rond Yabucoa.